# Claire Renard (compositrice)
Pour les articles homonymes, voir Claire Renard et Renard (homonymie).
Claire Renard est une compositrice et pédagogue musicale française née en 1944.

## Biographie
Claire Renard naît le 10 décembre 1944,.
Elle commence l'apprentissage de la musique par le piano, étudie le droit à Paris entre 1963 et 1966 et enseigne le piano. Elle découvre le Groupe de recherches musicales (GRM), et, intéressée par ces nouvelles approches du phénomène sonore, est admise dans la classe de musique électroacoustique de Pierre Schaeffer au Conservatoire de Paris, où elle étudie entre 1971 et 1973,. La compositrice considère que ce « fut un véritable choc qui bouleversa [sa] vie ». 
En 1973, Claire Renard fait partie d'une équipe chargée dans les écoles de la ville de Paris d'expérimenter des jeux musicaux inventés pour un apprentissage musical sans passer par la connaissance des notes de musique. Elle se consacre à la recherche sur l'enseignement de la musique contemporaine, au GRM et à l'Institut national de l'audiovisuel entre 1973 et 1977, puis au Centre européen pour la recherche musicale de Metz entre 1978 et 1981, ainsi qu'à l'IRCAM en 1983, et rédige plusieurs ouvrages dans le domaine, notamment Le Geste musical, paru en 1982 aux éditions Van de Velde, sorte de manifeste qui propose une initiation à la musique à travers le geste de l'apprenant,. 
Elle reçoit des commandes liées à la pédagogie, comme Pour Octave en 1988, concert-spectacle autour de la musique contemporaine mis en scène par Gustavo Frigerio, ou Allô musique, créé en 1991 au Centre Pompidou, installation participative utilisant des écrans tactiles. 
En 1990, Claire Renard est récompensée par la Villa Médicis et la Fondation Beaumarchais. 
Recherchée pour son travail autour des innovations pédagogiques, elle opère en 1991 avec son deuxième ouvrage Le Temps de l'espace un nouveau tournant, s'orientant plus exclusivement vers la composition musicale. Elle fonde l'association PIMC afin de monter ses propres projets, caractérisés par un goût prononcé pour l'expérimentation et la transdisciplinarité. Dans ses œuvres, elle accorde également une place privilégiée à la voix, qu'elle traite comme un instrument, et destine au théâtre, à la danse ou au cinéma des partitions de musique électroacoustique qui ne se limitent pas au tout électronique. 
Travaillant en particulier sur le rôle du temps, de la mémoire et du silence dans la musique, Claire Renard est en quête, esthétiquement, de « l'infini du rythme, du temps et de l'espace »,.

## Œuvres
Parmi ses compositions, figurent notamment : 
- Brèves d'été, pour luth, viole de gambe, harpe et bande, créé au théâtre de la Bastille en 1994[5] ;
- La part de l'ouïe, installation créée au théâtre de Saint-Quentin-en-Yvelines en 1995, conçue en liaison avec l'opéra de chambre Col Canto, sur l'identité de la mémoire (1995)[6] ;
- On ne cesse pas de mourir de ce dit, pour chœur, 1997[4] ;
- La musique des mémoires, parcours-exposition créé dans le cadre d'Helsinki 2000, triptyque sonore et musical dans lequel des paroles et sons capturés proviennent de trois villes européennes sillonnées par la compositrice[6] ;
- La Muse en son jardin, pour voix soliste, accordéon, luth, harpe, viole de gambe, shakuhachi et bande, concert-promenade sur un texte de Rilke créé à la Roseraie de L'Haÿ-les-Roses en 2003[5] ;
- Chambre du temps, installation donnée dans le cadre de la biennale lyonnaise Musiques en scène en 2006[5] ;
- Orimita, drame lyrique sur l'intolérance entre les cultures, associant des instruments de différentes traditions (lyra crétoise, kanun jordanien, duduk arménien) aux sonorités occidentales, avec voix chantée et parlée, viole de gambe, radio et sons fixés, créé à l'Opéra de Reims en 2013[4].